# Metallic Assault: A Tribute to Metallica
Metallic Assault: A Tribute to Metallica (укр. Металевий напад: Данина Metallica) — триб'ют-альбом із кавер-версіями пісень рок-гурту Metallica, що вийшов 2001 року.

## Про альбом
Збірка Metallic Assault: A Tribute to Metallica стала одним з компіляційних альбомів, які вийшли на початку 2000-х років під керівництвом продюсера Боб Куліка, брата Брюса Куліка з Kiss. Як згадував колишній гітарист Danzig Джон Крайст: «Брюс Кулік і його брат Боб звернулися до мене з проханням взяти участь у збірці. У той час вони створювали збірні альбоми наліво та направо, і у них був процес на зразок конвеєра». Серед інших, участь в записі брав майбутній бас-гітарист Metallica Роберт Трухільйо, на той час учасник гурту Suicidal Tendencies.
Оглядач польського інтернет-порталу Onet.pl Роберт Урни відзначив, що концепція альбому, продюсер та лейбл звукозапису залишись такими ж, як і попередні збірки, і єдиною зміною став гурт, якому було присвячено альбом. Він відзначив, що в запису пісень взяли участь справжні світові зірки, але навіть попри це деякі пісні, на кшталт «The Unforgiven» або «The Thing That Should Not Be», було важко слухати. Урни резюмував, що «шанувальники Metallica точно купуватимуть цей альбом наосліп; хтозна, може їм сподобається?»
2004 року ті ж продюсери видали ще один триб'ют-альбом Metallica Metallic Attack: The Ultimate Tribute.

## Список пісень
| #   | Назва                          | Виконавці | Тривалість |
| --- | ------------------------------ | --- | ---------- |
| 1.  | «Battery»                      | Ерік Ей Кей (Flotsam and Jetsam), Майк Кларк (Suicidal Tendencies), Роберт Трухільйо (Metallica), Дейв Ломбардо (Slayer)       | 05:20      |
| 2.  | «Sad But True»                 | Джої Беладонна (Anthrax), Брюс Кулік (Kiss), Марко Мендоза (Thin Lizzy), Ерік Сінгер (Kiss)                                    | 05:19      |
| 3.  | «Welcome Home (Sanitarium)»    | Вітфілд Крейн (Ugly Kid Joe), Джон Маршалл (Metal Church), Скотт Ян (Anthrax), Тоні Левін (King Crimson), Міккі Ді (Motörhead) | 06:25      |
| 4.  | «The Unforgiven»               | Даг Піннік (King's X), Вернон Рід (Living Colour), Тоні Франклін (The Firm), Френкі Баналі (Quiet Riot)                        | 06:31      |
| 5.  | «The Thing That Should Not Be» | Джон Гарсія (Kyuss), Курдт Вандерхуф (Metal Church), Джефф Пілсон (Dokken), Джейсон Бонем (Bonham)                             | 06:16      |
| 6.  | «Enter Sandman»                | Бертон С. Белл (Fear Factory), Джон Крайст (Danzig), Роберт Трухільйо (Metallica), Томмі Олдрідж(Whitesnake)                   | 05:27      |
| 7.  | «Whiplash»                     | Біллі Мілано (Stormtroopers Of Death), Скотт Ян (Anthrax), Філ Сусан (Dio), Вінні Аппісі (Dio)                                 | 04:08      |
| 8.  | «Nothing Else Matters»         | Джон Оліва (Savatage), Боб Балч (Fu Manchu), Леммі Кілмістер (Motörhead), Грегг Біссонетт (гурт Девіда Лі Рота)                | 06:20      |
| 9.  | «Seek & Destroy»               | Чак Біллі (Testament), Джейк І. Лі (гурт Оззі Осборна), Джиммі Бейн (Rainbow), Ейнслі Данбар (Journey)                         | 06:44      |
| 10. | «For Whom The Bell Tolls»      | Ерік Блум (Blue Öyster Cult), Ел Пітреллі (Megadeth), Тоні Франклін (The Firm (rock band)), Ейнслі Данбар (Journey)            | 05:17      |